# Alicia Alonso
Alicia Alonso, született Alicia Ernestina de la Caridad Martínez del Hoyo (Havanna, 1920. december 21. – 2019. október 17.) kubai táncművész. Minden idők egyik legnagyobb balett-táncosának tartják. Karrierje 64 éven át tartott. 132 produkcióban szerepelt.
Kilencéves korában kezdett táncolni. Havannában a Vilzak-Schollar iskolában, New Yorkban a School of American Ballet-ban, majd Londonban Vera Volkovánál tanult.
Mestere és első férje Fernando Alonso volt. Az 1940-es évektől a New York City Ballet majd más neves amerikai társulatok szólistájaként lépett fel.
Szembetegsége miatt többször is meg kellett szakítsa a táncot. Egy levált retina miatt perifériás látászavarai voltak.
1950-ben tért vissza Kubába és létrehozta a Kubai Nemzeti Balettet (Ballet Nacional de Cuba).
1977-ben Manuel Duchesne Cuzán dokumentumfilmet készített róla Alicia címmel.
2015 szeptemberében róla nevezték el a Havannai Nagyszínházat  (Gran Teatro de la Habana)).

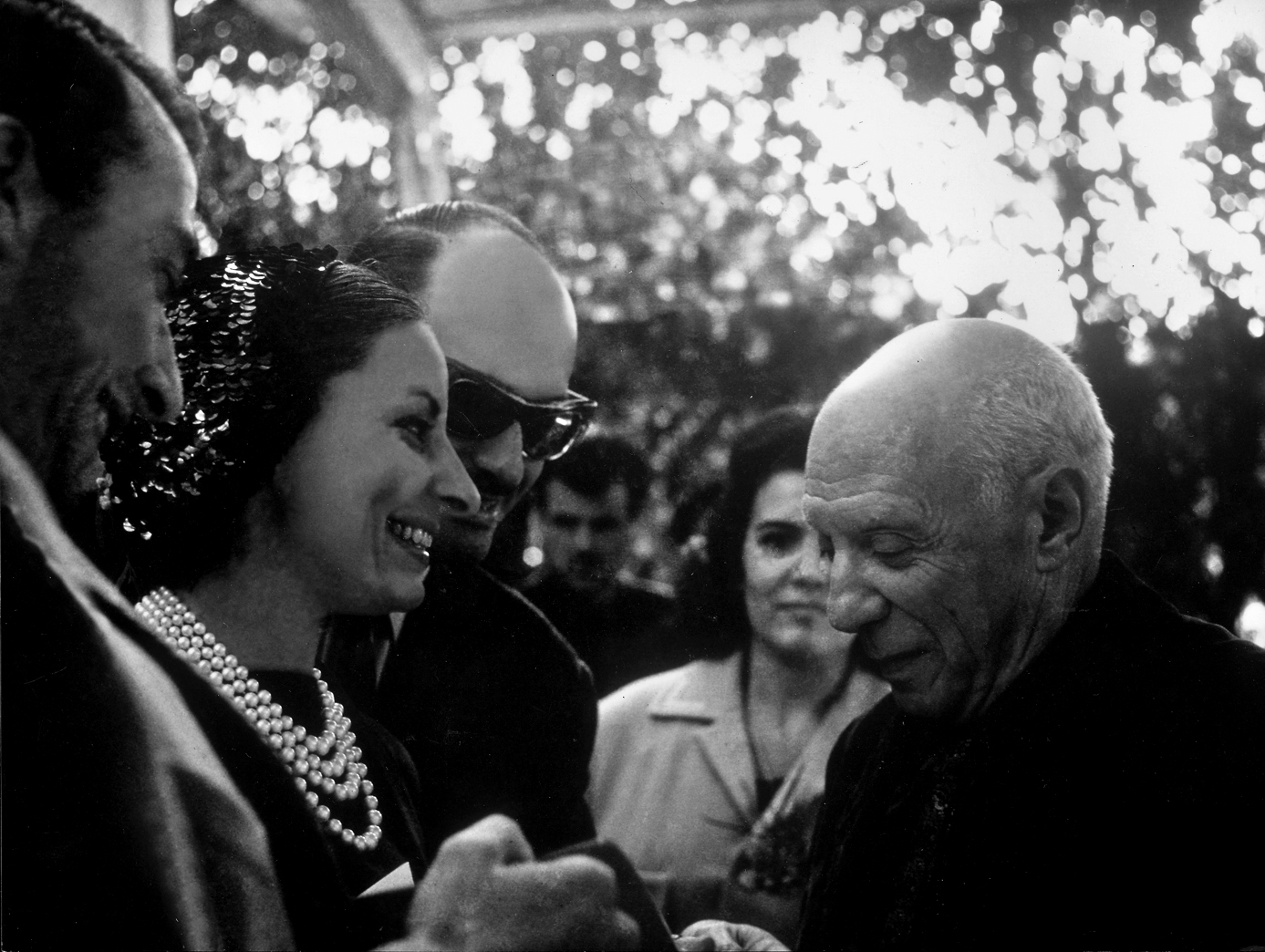
Picassóval 1961-ben Nizzában